# Леопольдо Торре Нільссон
Леопольдо То́рре Ні́льссон (ісп. Leopoldo Torre Nilsson; нар. 5 травня 1924, Буенос-Айрес — пом. 8 вересня 1978, Буенос-Айрес) — аргентинський кінорежисер.

## Творчість
Навчався у свого батька режисера Л. Торреса Ріоса. У 1947 році зняв експерисентальний фільм «Стіна» (за власним оповіданням). 1950 року з батьком поставив фільм «Злочин Орібе». Потім зняв фільми:
- «Тигриця» (1953);
- «Щоб одягнути святих» (1954);
- «Дні ненависті» (1954, за X. Л. Борхесом);
- «Грасіела» (1955, за Кармен Лафорет);
- «Будинок ангела» (1957, сценарій Беатріс Гідо);
- «Викрадач» (1958);
- «Падіння» (1959);
- «Кінець фієсти» (1960);
- «Рука в пастці» (1961, приз ФІПРЕССІ на Міжнародному кінофестивалі в Канні);
- «70 разів по 7» (1962);
- «Тераса» (1963);
- «Замкова щілина» (1964);
- «Зрадники із Сан-Анхеля» (1966);
- «Мартін Ф'єрро» (1968, за X. Ернандесом, визнаний в Аргентині кращим фільмом року);
- «Святий зі шпагою» (1969);
- «Гуемес» (1970);
- «Мафія» (1971);
- «Святий зі шпагою» (1971);
- «Семеро безумців» (1972, за Роберто Арльтом, премія Міжнародного кінофестивалю в Західному Берліні, 1973);
- «Нафарбовані губки» (1974, спеціальна премія Міжнародного кінофестивалю в Сан-Себастьяні);
- «Війна свиней» (1975);
- «Камінь свободи» (1976).